# Jeu de gestion

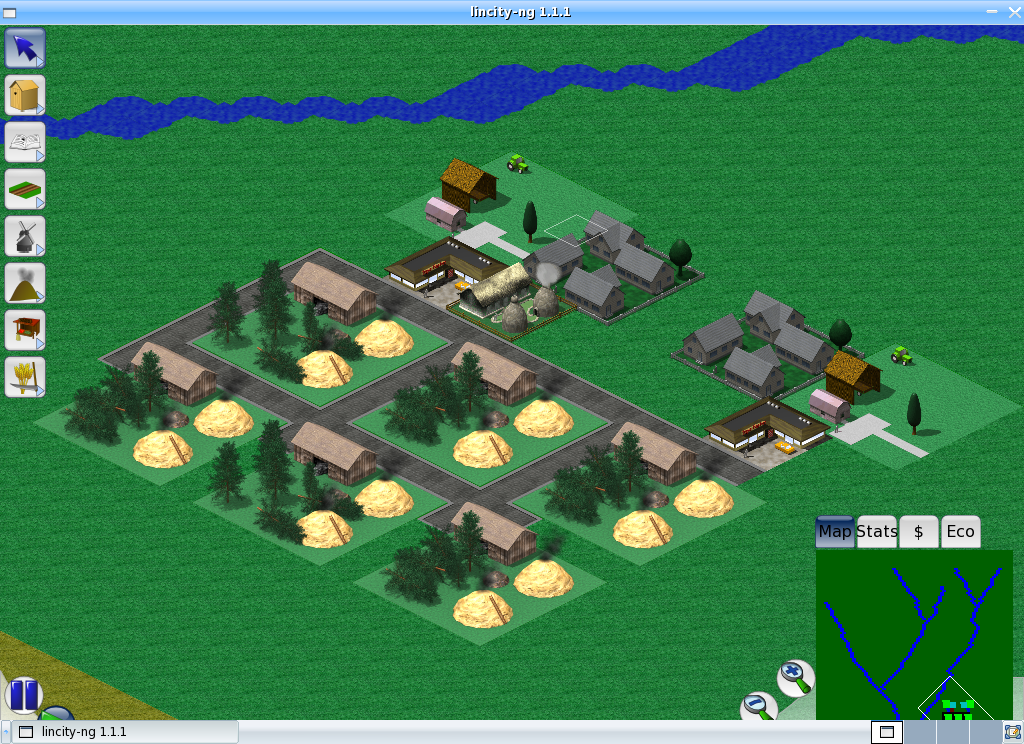
Un village dans Lincity, un jeu vidéo de gestion.

Un jeu de gestion est un type de jeu de société, de jeu de rôle par forum ou de jeu vidéo dans lequel le joueur dirige le plus souvent une entreprise, une ville, ou un pays, et où il doit gérer les différents facteurs économiques.

## Quelques jeux de société simulant une gestion
- 1987 - Ambition (Gilles Monnet et Yves Hirschfeld, Schmidt) : entreprise de chocolat en barre.
- 2002 - Puerto Rico (Andreas Seyfarth, Alea / Tilsit) : entreprise de commerce.
- 2004 - Airlines Manager (Benjamin Cohen / Playrion) : entreprise de transport aérien.
- 2005 - PassionBus le Jeu : entreprise de transport en commun urbain.
- 2005 - Caylus (William Attia, Ystari Games) : entreprise de construction médiévale.

## Jeu par forum
Nés dans les années 2000 sur forum, les jeux de gestion par forum s'inspirent des jeux vidéo du même genre, mais tendent à offrir des possibilités énormes aux joueurs, dans la limite du réalisme. Pour cela, un ou plusieurs Maîtres du Jeu surveillent la partie, incarnent les pays non-joués, les conseillers des joueurs, etc. Il existe plusieurs variantes, en voici quelques-unes :
- La version de Europa Feudale[1], véritable pionnier du genre, qui a lancé le genre. Le jeu est très simplifié, car il est l'un des premiers, et cela n'empêche pas d'autres créateurs de jeu de faire des retours aux sources en tentant de créer des jeux qui y ressemblent (tel que Europa Bellum, qui est mort, ou Ère Spatiale, encore en activité à ce jour). Au fur et à mesure, ce style de jeu s'est développé et diversifié. Des jeux sur toutes les époques ont pu exister : se limitant au début au Moyen Âge et à l'Antiquité, car plus simples et plus malléables, il a ensuite été exploré la Seconde Guerre mondiale, l'époque contemporaine, l'époque moderne (1700, la Révolution française, etc.) à travers divers jeux. Dans cette version, le Maître du Jeu représente l'univers tout entier : il gère les mouvements de foule, les guerres, les conseillers des joueurs, etc. Chaque joueur a, en général, une partie privée pour gérer son pays en secret, loin des regards indiscrets, développant ainsi une réelle utilité aux espions et améliorant les relations diplomatiques.
- La version Simpolitique[2], qui est bien plus axée rôleplay. Dans cette simulation géopolitique, le joueur est très libre, il peut développer son pays utopique comme bon lui semble, mettre en place les réactions de son peuple comme il pense que ça doit être, etc. Seules les guerres et les événements mondiaux sont gérés par des Maîtres du Jeu.

## Jeu vidéo
Le jeu vidéo de gestion met l'accent sur la gestion de ressources limitées dans le but de prospérer. Parce qu'ils tendent à simuler des phénomènes réels, la plupart des jeux de gestion sont assimilés aux jeux de simulation. Le jeu de gestion concerne le processus, la stratégie du changement, il fait surtout appel à la planification et oblige à concilier les exigences contradictoires de court terme et de long terme. Il implémente généralement une interface en pointer-et-cliquer et est peu exigeant en matière de réflexes et d'habileté d'exécution. La progression peut parfois être découpée en missions mais le gameplay tend souvent à être non-linéaire et sans fin. La plupart se déroule en temps réel. Il existe une grande variété de titres et l'expérience de jeu est très dépendante des domaines d'activités simulés et de la profondeur recherchée par les développeurs : les jeux peuvent être complexes, simplistes, sérieux ou humoristiques.

### Les différentes formes
Nombreux jeux de gestion sont centrés sur la sphère économique. On parle de « jeu de simulation économique » ou de « tycoon ». Il s'agit de planifier et de mettre en œuvre des opérations de management pour garantir la pérennité d'une structure économique et sociale, qui peut être une entreprise, une institution, une ville, un pays ou un empire. Certains titres sont uniquement axés sur la gestion économique mais il est devenu courant d'avoir à gérer ou prendre en compte des facteurs extra-financiers (gestion du personnel, écologie, aspects militaires auxiliaires, géopolitique, etc).
Certains titres mettent en particulier l'accent sur la construction et l'aménagement d'infrastructures. On distingue notamment les jeux de construction et de gestion de ville, les « city builder »  comme SimCity, Caesar et Cities: Skylines, dans lequel le joueur doit construire, développer et administrer une ville ou une cité entière. Le joueur peut alors y incarner une entité omnisciente, caractéristique du god game. Le jeu Utopia (1982) fut un précurseur.
Quand le joueur gère les aspects macroéconomiques et politiques d'un pays, on parle de « jeu de simulation de gouvernement ».
À la croisée du jeu de sport, une autre forme de jeu de gestion est axée sur une entité sportive, généralement un club sportif. Il s'agit des « jeux de management sportif ». Le joueur prend le rôle d'un super-manager qui doit gérer son effectif, établir les tactiques de jeu mais aussi parfois s'occuper d'éléments extra-sportifs (transferts, billetterie, etc). Le but est de gravir les divisions amateures jusqu'à atteindre les compétitions internationales. Le thème le plus représenté est le football, avec par exemple Player Manager, Premier Manager et L'Entraîneur, mais d'autres disciplines sont représentés (Pro Cycling Manager ou encore F1 Manager 2022). Les jeux vidéo de sport tournés vers l'action, implémentent souvent une dimension de gestion plus ou moins poussée en parallèle comme sur la série de jeux vidéo FIFA et son successeur EA Sports FC qui possèdent un mode carrière manager.
Certains jeux couramment qualifiés de « simulation de vie » se rapportent au jeu de gestion (l'assimilation est parfois déconseillée). L'expression « simulation de vie » renvoie à la notion de vie artificielle. Ce type de jeu est, généralement, soit centré sur l'individu et les interactions sociales, soit basés sur l'élevage et l'entretien d'un animal virtuel (ou plusieurs). Dans le premier cas, il s'agit de modeler un avatar (personnalité, aptitudes, physique) et de gérer sa vie quotidienne, ses choix de vie (occupation, finance, travail) pour tendre vers un idéal que le joueur est libre d'interpréter (dans les limites imposées par le système). Le précurseur du genre est Little Computer People (1985), et l'archétype, la série Les Sims de Will Wright, l'une des plus vendues de l'histoire du jeu vidéo. La question de savoir si ce type de logiciel rentre dans la définition du jeu vidéo est parfois débattue. Dans le second, on parle de jeu d'élevage : il peut s'agir pour le joueur de maintenir la santé de l'animal en le divertissant, de créer de nouvelles espèces, d'assurer la biodiversité du cheptel pour maintenir la chaîne alimentaire, etc. Ce type de logiciel induit souvent une dimension affective. Le jeu électronique Tamagotchi, Nintendogs, The Sims 2: Pets, Viva Piñata sont des exemples de jeu d'élevage. Certains titres, comme ceux de la série Harvest Moon, présente à la fois une dimension de gestion économique et une dimension de gestion « sociale ».
Après de nombreuses années de controverses, il s'est avéré que seuls les jeux de la série Creatures (Creatures, Creatures 2, Creatures 3, Docking Station, Creatures Exodus, etc.) sont des jeux où l'expression Simulation de vie est respecté, les personnages correspondants à la définition de l'être vivant. La série Creatures est d'ailleurs considérée comme une percée technologique majeure dans le domaine de la vie artificielle (la société créatrice des simulateurs de vie Creatures travaillait aussi pour le compte de l'armée britannique).[réf. nécessaire]

### Liste chronologique de jeux vidéo de gestion
| Année | Titre                                 | Développeur                        | Thème | Plate-forme (originale — adaptations)                        |
| ----- | ------------------------------------- | ---------------------------------- | --- | ------------------------------------------------------------ |
| 1982  | Utopia                                | Mattel                             | gestion de colonies terriennes sur d'autres planètes.                                                       | Aquarius, Intellivision                                      |
| 1985  | Une affaire en or                     |                                    | gestion d'une entreprise                                                                                    | Amstrad CPC                                                  |
| 1985  | A-Train                               | Artdink                            | gestion d'une entreprise ferroviaire                                                                        | DOS                                                          |
| 1986  | EOS: Earth Orbit Stations             | Electronic Arts                    | Gestion d'une station spatiale                                                                              | Apple II, Commodore 64                                       |
| 1987  | Pirates!                              | Sid Meier                          | gestion de pirate                                                                                           | Commodore 64, Apple II, Amstrad CPC, PC (booter)             |
| 1987  | Ports of Call                         |                                    | gestion d'une compagnie maritime                                                                            |                                                              |
| 1989  | SimCity                               | Maxis                              | gestion d'une ville                                                                                         |                                                              |
| 1989  | Millennium 2.2                        | Ian Bird                           | gestion de bases spatiales                                                                                  |                                                              |
| 1990  | Railroad Tycoon                       |                                    | gestion d'une compagnie ferroviaire                                                                         |                                                              |
| 1991  | Deuteros: The Next Millennium         |                                    | gestion de bases spatiales                                                                                  |                                                              |
| 1992  | Aerobiz                               |                                    | gestion d'une compagnie aérienne                                                                            |                                                              |
| 1992  | Caesar                                |                                    | gestion d'une cité dans la Rome antique.                                                                    |                                                              |
| 1993  | SimCity 2000                          | Maxis                              | gestion d'une ville                                                                                         |                                                              |
| 1994  | Pizza Tycoon                          |                                    | gestion d'une chaîne de pizzerias aux méthodes peu scrupuleuses                                             |                                                              |
| 1994  | SimTower                              | Maxis                              | construire et gérer un gratte-ciel                                                                          |                                                              |
| 1994  | Transport Tycoon                      |                                    | gestion d'une compagnie de transport (cf. OpenTTD)                                                          |                                                              |
| 1994  | Theme Park                            |                                    | gestion d'un parc d'attractions                                                                             |                                                              |
| 1995  | Caesar II                             |                                    | gestion d'une cité dans la Rome antique.                                                                    |                                                              |
| 1997  | Theme Hospital                        |                                    | gestion d'un hôpital                                                                                        |                                                              |
| 1997  | Les magnats de l'industrie            |                                    | gestion d'entreprise                                                                                        |                                                              |
| 1997  | Dungeon Keeper                        |                                    | gestion d'un donjon où l'on incarne les méchants[réf. nécessaire]                                           |                                                              |
| 1997  | Outpost 2: Divided Destiny            | Dynamix & Sierra On-Line           | gestion d'une colonie spatiale.                                                                             |                                                              |
| 1998  | Railroad Tycoon II                    |                                    | gestion d'une compagnie de chemin de fer.                                                                   |                                                              |
| 1998  | Caesar III                            |                                    | gestion d'une cité dans la Rome antique.                                                                    |                                                              |
| 1998  | Industry Giant                        |                                    | gestion d'entreprises                                                                                       |                                                              |
| 1999  | RollerCoaster Tycoon                  |                                    | gestion d'un parc d'attractions                                                                             |                                                              |
| 1999  | SimCity 3000                          | Maxis                              | gestion d'une ville                                                                                         |                                                              |
| 1999  | Dungeon Keeper 2                      |                                    | gestion de créatures maléfiques (+ stratégie)[réf. nécessaire].                                             |                                                              |
| 1999  | Pharaon                               |                                    | gestion d'une cité dans l'Égypte antique.                                                                   |                                                              |
| 2000  | Cultures : À la découverte du Vinland |                                    | gestion de vikings.                                                                                         |                                                              |
| 2000  | Le Maitre de l'Olympe : Zeus          |                                    | gestion d'une cité dans la Grèce antique.                                                                   |                                                              |
| 2000  | Airline Tycoon                        |                                    | gestion d'une compagnie d'affrètement par avions                                                            |                                                              |
| 2000  | Business Tycoon                       |                                    | gestion d'une compagnie (depuis le travail dans le garage jusqu'à la firme internationale)                  |                                                              |
| 2000  | Traffic Giant                         |                                    | gestion de compagnie de transport.                                                                          |                                                              |
| 2000  | Les fourmis                           |                                    | gestion d'une fourmilière (+ stratégie).                                                                    |                                                              |
| 2000  | Pizza Syndicate                       |                                    | gestion de pizzeria.                                                                                        |                                                              |
| 2000  | Start up                              |                                    | gestion d'une compagnie à ses débuts.                                                                       |                                                              |
| 2001  | Tropico                               |                                    | gestion d'une île d'Amérique Centrale.                                                                      |                                                              |
| 2001  | Casino Tycoon                         |                                    | gestion d'un casino.                                                                                        |                                                              |
| 2001  | The Settlers IV                       |                                    | gestion de tribus anciennes (+ stratégie)                                                                   |                                                              |
| 2001  | Economic War                          |                                    | gestion d'entreprise.                                                                                       |                                                              |
| 2001  | Moon Tycoon                           |                                    | gestion de base lunaire.                                                                                    |                                                              |
| 2001  | Monopoly Tycoon                       |                                    | gestion de ville et de boutiques.                                                                           |                                                              |
| 2001  | Startopia                             |                                    | gestion de base spatiale et d'extraterrestres (+ stratégie)[réf. nécessaire].                               |                                                              |
| 2002  | Trains and Trucks Tycoon              |                                    | gestion d'une compagnie de transport.                                                                       |                                                              |
| 2002  | Beach Life                            |                                    | gestion d'un club de vacance.                                                                               |                                                              |
| 2002  | Capitalism 2                          |                                    | gestion d'une société polyvalente (usines, centres commerciaux, fermes, mines, location d'appartements...). |                                                              |
| 2002  | Industry Giant II                     |                                    | gestion d'entreprises                                                                                       |                                                              |
| 2002  | Hotel Giant                           |                                    | gestion d'hôtels                                                                                            |                                                              |
| 2002  | Dino Island                           |                                    | gestion d'un parc de dinosaures.                                                                            |                                                              |
| 2002  | The Partners                          |                                    | gestion de cabinet d'avocats (inspiré de la série Ally McBeal)                                              |                                                              |
| 2002  | RollerCoaster Tycoon 2                | Frontier Developments              | gestion de parcs d'attractions                                                                              |                                                              |
| 2003  | Empereur : L'Empire du milieu         |                                    | gestion d'une cité dans la chine médiévale.                                                                 |                                                              |
| 2003  | Jurassic Park: Operation Genesis      |                                    | gestion d'un parc de dinosaures                                                                             |                                                              |
| 2003  | SimCity 4                             | Maxis                              | gestion de ville.                                                                                           |                                                              |
| 2003  | Space Colony                          |                                    | gestion de base spatiale.                                                                                   |                                                              |
| 2003  | Railroad Tycoon 3                     |                                    | gestion de compagnie ferroviaire.                                                                           |                                                              |
| 2003  | Aquatic Tycoon                        |                                    | gestion de ville sous-marine.                                                                               |                                                              |
| 2003  | Zoo Tycoon                            | Blue Fang Games                    | gestion d'un zoo.                                                                                           |                                                              |
| 2004  | School Tycoon                         |                                    | gestion du développement d'un établissement scolaire.                                                       |                                                              |
| 2004  | Zoo Tycoon 2                          | Blue Fang Games                    | gestion d'un zoo.                                                                                           |                                                              |
| 2004  | Roller Coaster Tycoon 3               | Frontier Developments              | gestion de parc d'attractions.                                                                              |                                                              |
| 2004  | Airlines Manager                      |                                    | gestion de compagnie aérienne                                                                               |                                                              |
| 2005  | Singles 2                             |                                    | gestion de personnages.                                                                                     |                                                              |
| 2005  | Sea Life Park Empire                  |                                    | gestion d'un parc aquatique                                                                                 |                                                              |
| 2005  | The Movies                            |                                    | gestion d'un studio de cinéma                                                                               |                                                              |
| 2005  | SimAgri                               |                                    | gestion d'une exploitation agricole                                                                         |                                                              |
| 2005  | PassionBus le Jeu                     |                                    | gestion d'une compagnie de transport en commun                                                              |                                                              |
| 2006  | Wildlife Park 2                       |                                    | gestion de zoo.                                                                                             |                                                              |
| 2006  | Glory of the Roman Empire             |                                    | gestion d'une cité dans la Rome antique.                                                                    |                                                              |
| 2006  | CivCity Rome                          |                                    | gestion de cité dans la Rome antique[réf. nécessaire]                                                       |                                                              |
| 2006  | Anno 1701                             |                                    | gestion de cités maritimes entre le XVIe et le XVIIe siècle.                                                |                                                              |
| 2006  | City Life                             |                                    | gestion de ville (+ gestion de communautés).                                                                |                                                              |
| 2006  | Caesar IV                             |                                    | gestion de cité dans la Rome antique.                                                                       |                                                              |
| 2006  | Athlenet                              |                                    | gestion d'un club d'athlétisme.                                                                             |                                                              |
| 2007  | SimCity DS                            |                                    | gestion d'une ville.                                                                                        |                                                              |
| 2007  | Campus                                |                                    | gestion de personnages universitaires.                                                                      |                                                              |
| 2007  | Hospital Tycoon                       |                                    | gestion d'hôpital.                                                                                          |                                                              |
| 2007  | SimCity Sociétés                      |                                    | gestion de ville (+ gestion de communautés).                                                                |                                                              |
| 2008  | Sea Company Tycoon                    |                                    | gestion de compagnie maritime.                                                                              |                                                              |
| 2008  | Prison Tycoon                         |                                    | gestion d'établissement pénitentiaire.                                                                      |                                                              |
| 2008  | Hôtel Giant 2                         |                                    | gestion d'une chaîne hotelliere.                                                                            |                                                              |
| 2009  | Anno 1404                             |                                    | gestion du développement de cités maritimes                                                                 |                                                              |
| 2009  | Virtual Families                      |                                    | gestion de personnages.                                                                                     |                                                              |
| 2009  | Cities XL                             | Monte Cristo                       | gestion de ville.                                                                                           |                                                              |
| 2010  | Cities XL 2011                        | Monte Cristo                       | gestion de ville.                                                                                           |                                                              |
| 2010  | Rulers of Nations                     |                                    | gestion d'un État.                                                                                          |                                                              |
| 2011  | Cities XL 2012                        | Monte Cristo                       | gestion de ville.                                                                                           |                                                              |
| 2011  | Cities in Motion                      | Colossal Order                     | gestion d'une compagnie de transports.                                                                      |                                                              |
| 2012  | Airlines Manager 2                    | Playrion                           | gestion d'une compagnie aérienne.                                                                           |                                                              |
| 2013  | Masters of the World                  |                                    | gestion d'un État, une organisation supranationale ou l'ONU.                                                |                                                              |
| 2013  | Game Dev Tycoon                       | Greenheart Games                   | gestion d'un studio de développement de jeux vidéo                                                          | Linux, Mac OS, Windows, Windows RT                           |
| 2013  | SimCity                               | Maxis                              | gestion d'une ville                                                                                         | Mac OS, Windows                                              |
| 2013  | RimWorld                              | Ludeon Studios                     | gestion d'une colonie sur une planète.                                                                      |                                                              |
| 2013  | Zoo Tycoon                            | Frontier Developments              | gestion d'un zoo.                                                                                           |                                                              |
| 2013  | Cities XL Platinum                    | Focus Home Interactive             | gestion d'une ville                                                                                         |                                                              |
| 2014  | Mini Metro                            | Dinosaur Polo Club                 | gestion d'un réseau de métro                                                                                | Linux, Mac OS, Windows                                       |
| 2015  | Cities: Skylines                      | Colossal Order                     | gestion d'une ville                                                                                         | Mac OS, Windows, Linux, PlayStation 4, Xbox One              |
| 2015  | Prison Architect                      | Introversion Software              | construction et gestion d'une prison.                                                                       |                                                              |
| 2015  | Cities XXL                            | Focus Home Interactive             | gestion d'une ville                                                                                         |                                                              |
| 2015  | Planetbase                            | Madruga Works                      | gestion d'une colonie sur une planète.                                                                      | Mac OS, Windows                                              |
| 2016  | Parkitect                             | Texel Raptor                       | gestion de parcs d'attractions                                                                              | Linux, Mac OS, Windows                                       |
| 2016  | Planet Coaster                        | Frontier Developments              | gestion de parcs d'attractions                                                                              | Microsoft Windows                                            |
| 2018  | Railway Empire                        | Gaming Minds Studios               | gestion d'une compagnie ferroviaire                                                                         | Windows, Linux, SteamOS, PS4, Xbox One                       |
| 2018  | Farming simulator 19                  | Giants Software                    | Gestion d'une exploitation agricole                                                                         | Windows, Linux, PS4, Xbox One, Mac OS                        |
| 2018  | Jurassic World Evolution              | Frontier Developments              | gestion des parcs jurassic comme dans la saga                                                               | Windows, PS4, Xbox One                                       |
| 2019  | Planet Zoo                            | Frontier Developments              | gestion d'un zoo.                                                                                           | Microsoft Windows                                            |
| 2021  | Jurassic World Evolution 2            | Frontier Developments              | gestion de parc a dinosaures                                                                                | Windows, Xbox One, PlayStation 4, PlayStation 5, Xbox Series |
| 2021  | Timberborn                            | Mechanistry                        | gestion de colonies de castors                                                                              | Windows, MacOS                                               |
| 2023  | Cities Skylines II                    | Colossal Order Paradox Interactive | gestion et création de ville                                                                                | Windows, PlayStation 5, Xbox Series                          |
| 2024  | Planet Coaster 2                      | Frontier Developments              | gestion de parcs d'attractions                                                                              | Windows, Xbox Series, PlayStation 5                          |
| NC    | Lincity-NG (libre)                    | Lincity-NG developers              | gestion de ville.                                                                                           | Linux, Mac OS, Windows                                       |
| NC    | Micropolis (SimCity) (libre)          | Bil Simser, Don Hopkins            | gestion de ville.                                                                                           | Unix, Linux                                                  |
| NC    | OpenTTD (libre)                       | OpenTTD developers                 | gestion d'une compagnie de transport.                                                                       | Linux, Mac OS, Windows                                       |
| NC    | OpenCity (libre)                      | Duong Khang Nguyen                 | gestion de ville.                                                                                           | Linux, Mac OS, Windows                                       |